# Empresa Aeronáutica Ypiranga
A Empresa Aeronáutica Ypiranga comumente abreviada para EAY, foi uma fabricante brasileira de aviões, localizada no estado de São Paulo, fundada em 1931 pelo americano Orton Hoover, o brasileiro Henrique Dumont Villares e o alemão Fritz Roesler.

## História
Em 1914, Orton Hoover veio ao Brasil para montar três hidroaviões Curtiss-Wright adquiridos pela Marinha do Brasil. Estabeleceu-se definitivamente no Brasil em 1928 e trabalhou com Federico Brotero no desenvolvimento do "IPT Bichinho" em 1938, uma aeronave esportiva monoposto. Henrique Dumont Villares era sobrinho de Alberto Santos Dumont e Fritz Roesler foi piloto de caça alemão na Primeira Guerra Mundial antes de ir para o Brasil. Roesler fundou uma escola de aviação perto de São Paulo em 1923 e, junto com George Coubisier, Francisco Matarazzo e outros, a companhia aérea VASP.
A Empresa Aeronáutica Ypiranga iniciou suas operações com a produção de duas variantes de planador: o "EAY-101", cópia do Stamer Lippisch Zögling, do qual nove foram construídos (três de cabine aberta e seis de cabine fechada). O segundo modelo de aeronave EAY-201 era uma cópia do Taylor Cub. O EAY-201 era uma aeronave de treinamento de dois lugares e voou pela primeira vez em 1935, com apenas cinco exemplares construídos. A EAY foi então adquirida pela Companhia Aeronáutica Paulista em 1942. O EAY-201 continuou em produção como o Paulistinha CAP-4.

## Aeronaves produzidas
| Nome do modelo | Primeiro voo | Quantidade construída | Tipo                                 |
| -------------- | ------------ | --------------------- | ------------------------------------ |
| EAY Primário   |              | 3                     | Planador de asa alta, cabine aberta  |
| EAY Secundário |              | 6                     | Planador de asa alta, cabine fechada |
| EAY Ypiranga   | 1935         | 5                     | Avião de treinamento de dois lugares |